# مانیااوالو
مانیااوالو (به ایتالیایی: Magnacavallo) یک کومونه در ایتالیا است که در استان منتووا واقع شده‌است.

## خصوصیات
مانیااوالو ۲۸٫۲ کیلومترمربع مساحت و ۱٬۶۹۶ نفر جمعیت دارد و ۱۱ متر بالاتر از سطح دریا واقع شده‌است.